# Сармьенто, Хереми
Хере́ми Леоне́ль Сармье́нто Мора́нте (исп. Jeremy Leonel Sarmiento Morante; род. 16 июня 2002 года, Мадрид, Испания) — эквадорский футболист, атакующий полузащитник английского клуба «Брайтон энд Хоув Альбион» и сборной Эквадора.
Сармьенто родился в Испании в семье выходцев из Эквадора, когда ему было 7 лет, семья переехала в Англию.

## Клубная карьера
Сармьенто — воспитанник клубов «Чарльтон Атлетик» и лиссабонской «Бенфики». Летом 2021 года он подписал контракт с «Брайтон энд Хоув Альбион». 22 сентября в поединке Кубка английской лиги против «Суонси Сити» Хереми дебютировал за основной состав. 27 ноября в матче против «Лидс Юнайтед» он дебютировал в английской Премьер-лиге.
25 июля 2023 года перешёл на правах аренды в «Вест Бромвич Альбион».

## Международная карьера
На юношеском уровне Сармьенто выступал за сборные Англии различных возрастов. В 2019 году он в составе юношеской сборной принял участие в юношеском чемпионате Европы в Ирландии. В 2021 году Хереми принял решение выступать за Эквадор. 8 октября в отборочном матче чемпионата мира 2022 против сборной Боливии Сармьенто дебютировал за сборную Эквадора.

## Статистика

### Сборная
| Эквадор | Эквадор | Эквадор |
| Год     | Игры    | Голы    |
| ------- | ------- | ------- |
| 2021    | 2       | 0       |
| 2022    | 9       | 0       |
| Всего   | 11      | 0       |

| №  | Дата                | Оппонент   | Счёт | Голы | Ассисты | Карточки | Минуты    | Соревнование           |
| -- | ------------------- | ---------- | ---- | ---- | ------- | -------- | --------- | ---------------------- |
| 1  | 8 октября 2021      | Боливия    | 3:0  | —    | —       | —        | 26'( 64') | Отбор ЧМ-2022-КОНМЕБОЛ |
| 2  | 11 ноября 2021      | Венесуэла  | 1:0  | —    | —       | —        | 76'( 76') | Отбор ЧМ-2022-КОНМЕБОЛ |
| 3  | 25 марта 2022       | Парагвай   | 1:3  | —    | —       | —        | 45'( 46') | Отбор ЧМ-2022-КОНМЕБОЛ |
| 4  | 30 марта 2022       | Аргентина  | 1:1  | —    | —       | —        | 17'( 73') | Отбор ЧМ-2022-КОНМЕБОЛ |
| 5  | 2 июня 2022         | Нигерия    | 1:0  | —    | —       | —        | 19'( 71') | Товарищеский матч      |
| 6  | 6 июня 2022         | Мексика    | 0:0  | —    | —       | —        | 12'( 78') | Товарищеский матч      |
| 7  | 12 июня 2022        | Кабо-Верде | 1:0  | —    | —       | —        | 45'( 45') | Товарищеский матч      |
| 8  | 27 сентября 2022    | Япония     | 0:0  | —    | —       | —        | 45'( 46') | Товарищеский матч      |
| 9  | 20 ноября 2022      | Катар      | 2:0  | —    | —       | —        | 22'( 68') | ЧМ-2022 (группа A)     |
| 10 | 25 ноября 2022 года | Нидерланды | 1:1  | —    | —       | —        | 16'( 74') | ЧМ-2022 (группа A)     |
| 11 | 29 ноября 2022 года | Сенегал    | 1:2  | —    | —       | —        | 45'( 46') | ЧМ-2022 (группа A)     |

Итого: сыграно матчей: 11 / забито голов: 0; победы: 5, ничьи: 4, поражения: 2.